# Jean Jacques Pierre Desmaisons
Pour les articles homonymes, voir Desmaisons.
Jean Jacques Pierre Desmaisons, Petr Ivanovich Demezon en russe, est un érudit savoyard, diplomate russe et baron sarde, traducteur du persan, né à Chambéry, dans le royaume de Sardaigne, en 1806 et mort à Aix-les-Bains le 6 septembre 1873.

## Biographie
Desmaisons était le fils d'un médecin. Il a étudié au Collège royal de Chambéry. En 1828, à l'âge de 19 ans, il est allé à Saint-Pétersbourg pour étudier les langues orientales avec Henry Wlangali grâce à l'appui de l'ambassadeur du roi de Sardaigne en Russie, le comte de Sale. Il est inscrit à l'université de Kazan mais reste à Saint-Pétersbourg.
En 1829, le ministre de l'Instruction publique l'a envoyé à l'université de Kazan avec le grade de bachelier des lettres orientales. Il est docteur en littérature orientale l'année suivante.
En 1831, il est placé sous la dépendance du gouverneur militaire d'Orenbourg qui l'a nommé, en avril 1831, maître supérieur des langues orientales, professeur de persan et d'arabe, à l'institut militaire Nepljuev d'Orenbourg et, le 4 septembre, adjoint en qualité de traducteur dans la commission des frontières de cette ville. En 1833, le général-major Perovsky le nomme chef d'une commission secrète ayant pour mission de réunir des renseignements commerciaux sur le Turkestan.
En 1834, il a été envoyé à Boukhara à la tête d'une caravane de marchands tatars sous le nom de mollah Mirza Dzhafar. Il est arrivé à Boukhara le 29 décembre 1834. Il revient à Orsk en juillet 1835. Il remet alors deux rapports détaillés sur l'itinéraire suivi, la vie religieuse, la situation politique et économique dans le khanat, que les Russes avaient l'intention d'annexer. Grâce à son succès, il a été décoré par le tsar Nicolas Ier de l'Ordre de Sainte-Anne, 3e degré, et a reçu 3 000 roubles.
En 1836 il est nommé professeur au département asiatique du ministère russe des Affaires étrangères. Il participe à la mission diplomatique russe à Téhéran en 1840-1841.Il est nommé deuxième dragoman au département asiatique en décembre 1841. En 1843, après de nouvelles missions en Perse, il a été nommé directeur didactique de la section des langues orientales dans le département asiatique et prend la nationalité russe. Il est chargé de la fonction d'interprète dans la chancellerie impériale pour la traduction de documents tatars et travaille sur la compilation du code des institutions musulmanes.
En 1843, le roi de Sardaigne Charles-Albert lui a accordé des patentes royales l'autorisant à servir la Russie et à y être naturalisé. En 1848, il a reçu du roi Charles-Albert de Sardaigne le titre de baron.
En 1846 il participe à la fondation de la Société impériale russe d'archéologie.
Il est nommé conseiller d'État de 4e classe en 1848. En 1850, il atteint le rang diplomatique le plus élevé dans le département asiatique, dragoman de 5e classe.
Desmaisons s'est retiré à Paris en 1857 où il entreprend son édition et la traduction du Ketab-e šajara-ye Torki par Abu al-Ghāzī Bahadur, khan du khanat de Khiva de 1643 à 1663, basé sur un manuscrit découvert par Vladimir Ivanovitch Dahl à Orenbourg. Il a été publié par l'Académie impériale des sciences de Saint-Pétersbourg en deux volumes sous le titre Histoire des Mogols et des Tartares (1871 à 1874).
Desmaisons meurt à Aix-les-Bains en 1873 sans avoir eu le temps de publier son Dictionnaire persan-français, compilé au cours des visites répétées en Perse dans les années 1858-1869. Il a été publié en quatre volumes par ses neveux, à Rome, entre 1908 et 1914.

## Publications
- Traduction du Ketab-e šajara-ye Torki, Histoire des Mogols et des Tatares, d'Aboul-Ghâzi Bèhâdour Khan, en 2 volumes publiés par l'Académie impériale des sciences de Saint-Pétersbourg 
(lire en ligne : tome 1, texte en arabe, 1871 et tome 2, traduction en français, 1874).
- Dictionnaire Persan - Français, en 4 volumes[3]
  - volume 1, ا-ذ (Alif-Dāl), Rome, 1908 (lire en ligne)
  - volume 2, ر-ق (Rā-Qāf), Rome, 1910 (lire en ligne)
  - volume 3, ك-م (Kāf-Mīm), Rome, 1913
  - volume 4, ن-ي (Nūn-Yā), Rome, 1914